# Michael R. Clifford
Michael Richard Uram "Rich" Clifford, född 13 oktober 1952 i San Bernardino, Kalifornien, död 28 december 2021, var en amerikansk astronaut uttagen i astronautgrupp 13 den 17 januari 1990.

## Rymdfärder
- STS-53
- STS-59
- STS-76